# カステッラルト
カステッラルト（イタリア語: Castellalto）は、イタリア共和国アブルッツォ州テーラモ県にある、人口約7,600人の基礎自治体（コムーネ）。

## 地理

### 位置・広がり

#### 隣接コムーネ
隣接するコムーネは以下の通り。
- ベッランテ
- カンツァーノ
- チェッリーノ・アッタナージオ
- チェルミニャーノ
- モシャーノ・サンタンジェロ
- ノタレスコ
- テーラモ

## 行政

### 分離集落
カステッラルトには、以下の分離集落（フラツィオーネ）がある。
- Campogrande, Casemolino, Castelbasso, Castelnuovo Vomano, Feudo, Fosso Cupo, Guzzano, Mulano, Petriccione, San Cipriano, San Gervasio, Santa Lucia, Villa Torre, Villa Zaccheo